# Sigurd Johannessen
Sigurd "Sigge" Erhardt Amandus Johannessen (Skien, Telemark, 9 de gener de 1884 – Skien, 7 de febrer de 1974) va ser un gimnasta noruec que va competir a principis del segle xx.
El 1908 va prendre part en els Jocs Olímpics de Londres, on va guanyar la medalla de plata en la prova del concurs complet per equips, com a membre de l'equip noruec.